# Anna Kańtoch
Anna Kańtoch (Katowice, 28 dicembre 1976) è una scrittrice polacca.

## Biografia
Nata a Katowice nel 1976, si è laureata all'Università Jagellonica in studi orientali.
Membra del gruppo letterario "Harda Horda", ha esordito nel 2004 con il racconto Diabeł.
Autrice di vari romanzi noir e di fantascienza, ha vinto in 5 occasioni il Premio Janusz A. Zajdel.

## Opere principali
- Miasto w zieleni i błękicie (2004)
- Diabeł na wieży (2005)
- Zabawki diabła (2006)
- 13 anioł (2007)
- Przedksiężycowi (tom I) (2009)
- Buio[4] (Czarne, 2012), Carbonio, 2020, traduzione di Francesco Annicchiarico ISBN 9788832278118.
- Przedksiężycowi (tom II-III) (2013)
- Tajemnica Diabelskiego Kręgu (2013)
- Tajemnica Nawiedzonego Lasu (2015)
- Światy Dantego (2015)
- Łaska (2016)
- Wiara (2017)
- Gli incompiuti (Niepełnia, 2017), Moscabianca Edizioni, 2023, traduzione di Francesco Annicchiarico ISBN 9788831982474.
- Tajemnica Godziny Trzynastej (2018)

Trilogia Krystyna Lesińska
- La primavera degli scomparsi (Wiosna zaginionych, 2020), Voland, 2023, traduzione di Raffaella Belletti ISBN 9788862435277.
- Lato utraconych (2021)
- Jesień zapomnianych (2022)

## Premi e riconoscimenti
- Premio Janusz A. Zajdel: 2008 per Światy Dantego, 2009 per Przedksiężycowi, tom 1, 2010 per Duchy w maszynach, 2013 per Człowiek nieciągły e 2014 per Sztuka porozumienia